# Alex Scholpp
Alexander Scholpp je německý kytarista narozený ve Stuttgartu, který je znám zejména díky působení v kapele Farmer Boys. Jeho koníčkem je kytara, jammování s kolegy, má rád pivo a rád zkouší nové kytarové vybavení. Také rád učí své studenty hře na kytaru. Ze sportů má rád skateboard a surfování. Rád hledá nové umělce, které ještě nezná a také rád vaří se svou manželkou. V hudbě stále pracuje na něčem novém, hledá nové cesty, jak svoje pocity vyjádřit skrze kytaru. Spolupráce s Tarjou se neomezila pouze na koncertní turné, ale zahrnuje také nahrávání kytar jak na album My Winter Storm, tak i na nové album What Lies Beneath. Alex je také členem německé kapely Tieflader a Dacia & The WMD.